# همه‌شان
همه‌شان نام روستایی در دهستان اجارود شرقی، بخش موران، شهرستان گرمی، استان اردبیل است که طبق سرشماری نفوس و مسکن مرکز آمار ایران ۱۵۷ نفر جمعیت دارد.